# Ribot
Ribot (Newmarket, 27 febbraio 1952 - Lexington, 28 aprile 1972) è stato un cavallo campione di galoppo, tra i più forti e noti galoppatori di tutti i tempi.
Nato in Inghilterra, a Newmarket, nel 1952, da Tenerani e Romanella (da El Greco), era di proprietà della scuderia Razza Dormello Olgiata di Dormelletto e venne allevato presso Villa Tesio da Federico Tesio. Il suo interprete per tutta la carriera fu il fantino pisano Enrico Camici. Deve la sua fama alla sua imbattibilità in carriera, con sedici vittorie consecutive nei più importanti gran premi disputati in ambito europeo, tra i quali due Arc de Triomphe e un'edizione delle King George and Queen Elizabeth stakes.

## La carriera

### Un brutto anatroccolo
Il 27 febbraio 1952 sui prati di Newmarket, la fattrice Romanella, vincitrice a due anni del Criterium nazionale, diede alla luce un piccolo cavallino. Padre della creatura era un campione rinomato, Tenerani, vincitore nel 1947 del Derby italiano di galoppo, del Gran Premio di Milano, del St.Leger italiano, delle Queen Elizabeth Stakes e della Goodwood Cup. Nonostante il puledro fosse piccolo e sproporzionato, data anche la levatura dei genitori, il suo allevatore Federico Tesio, fondatore della Razza Dormello Olgiata, già allevatore di Nearco, decise di farlo diventare comunque un cavallo da corsa.
Fu chiamato Ribot in omaggio al pittore francese Théodule Ribot. Il debutto avvenne il 4 luglio di due anni dopo, nel premio Tramuschio, sulla distanza dei 1000 metri. Come sarebbe avvenuto in molte altre delle sue vittorie, Ribot distaccò i suoi coetanei, cogliendo un facile successo (Ribot vinse perché gli fu "data strada" dalla compagna di scuderia Donata Veneziana, nonché sorellastra di Ribot, che però in allenamento Ribot regolarmente "strapazzava", soltanto che essendo la prima corsa di Ribot, il cavallo, dal non facile temperamento, doveva ancora adattarsi completamente alla nuova, per lui, realtà delle corse).
Due mesi dopo si ripeté sulle orme della madre, nel Criterium nazionale. La vittoria lo proiettò da favorito nel Gran Criterium: in questa sua unica interpretazione poco felice del campione, il fantino Enrico Camici, sicuro della vittoria, non tenne conto che il terreno pesante danneggiava la grande azione di Ribot, aspettando troppo a sollecitarlo e dovendo perciò lottare duramente per contenere la rimonta finale di Gail.

### Il campione dei tre anni
Destinato a correre su distanze superiori, per la quarta uscita in carriera, e la prima a tre anni, si impegnò sui 1500 metri del Premio Pisa, poi arrivò ai 2000 metri del premio Emanuele Filiberto, nel quale lasciò a ben 10 lunghezze il solito rivale Gail. Tra le due vittorie, in un'occasione riuscì a tenere a distanza un altro famoso cavallo, Botticelli, autore del doppio Parioli-Derby nel 1954 e futuro vincitore di una Gold Cup ad Ascot. Di genitori, proprietà, allevamento e allenamento italiano, Ribot non poté mai partecipare al Derby Italiano, in quanto la madre gravida non era stata inspiegabilmente iscritta alla corsa probabilmente e neanche alle altre grandi corse per una sobbattitura.
La sua stagione, quindi, si focalizzò sul prestigioso Prix de l'Arc de triomphe, la corsa più importante del panorama europeo. Per prepararsi al miglio e mezzo, distanza sulla quale si correva la classica francese, partecipò prima al premio Brembo, sui 2200 metri, poi al Besana, sui 2400 metri. L'8 ottobre 1955, nonostante si presentasse imbattuto all'Arc, non era tra i cavalli più considerati, anche in considerazione del fatto che aveva solo 3 anni e si trovava di fronte i migliori "anziani" europei. I tifosi italiani accorsi a vederlo, così, poterono giocarlo persino a una quota di 10 a 1.
Un intralcio subìto nel corso della gara non rallentò la sua azione, e Ribot arrivò solitario sul traguardo con tre lunghezze di vantaggio sul resto del gruppo, consacrandosi come migliore cavallo d'Europa. Due settimane dopo la vittoria nell'Arc de Triomphe, Ribot concedette la rivincita ai propri avversari nel Jockey Club di Milano, ma il risultato non cambiò: il vincitore della stagione precedente, Norman, venne lasciato a ben 15 lunghezze.

### Numero uno in Europa
La stagione da "anziano" di Ribot comincia con tre facili vittorie a Milano, in preparazione del Gran Premio della città. La resistenza dei migliori cavalli italiani, dal vincitore del Derby, Barba Toni, a quella del vincitore del "Presidente della Repubblica", Vittor Pisani, non fu abbastanza per Ribot, che sulla lunga dirittura milanese distaccò i suoi avversari, lasciando infine il secondo, l'ottimo fratellastro e compagno di colori Tissot (da Tenerani anche lui), a 8 lunghezze.

Senza rivali in Italia, il campione di Tesio venne indirizzato alla corsa più importante del panorama estivo europeo, le King George and Queen Elizabeth Stakes. Tra i 100.000 spettatori di Ascot c'era anche la Regina Elisabetta, venuta a sostenere il proprio cavallo, High Veldt. La corsa sembrò in un primo momento volgere a favore proprio di quest'ultimo, ancora in testa agli ultimi 200 metri, l'ultimo furlong, ma proprio nel tratto conclusivo Ribot emerse, sorpassando l'avversario e vincendo di 5 lunghezze. Gli appassionati inglesi si tolsero il cappello di fronte alla sua prestazione: un privilegio riservato soltanto ai cavalli della regina. Elisabetta II, pur battuta, si congratulò sportivamente con il proprietario: 

Il marchese Mario Incisa della Rocchetta, già socio di Tesio e proprietario della Razza Dormello Olgiata dopo la morte di quegli, avvenuta il 22 maggio del 1954, decise di rischiare nuovamente il cavallo nell'Arc, e, dopo un facile rientro, Ribot si presentò da favorito al confronto con i migliori cavalli europei e con due campioni americani, Fisherman e Career Boy, appositamente preparati. Il cavallo era al massimo della forma e il fantino Camici era deciso a mostrarne il vero valore a tutto il mondo. Durante la gara Fisherman scappò subito in testa per favorire il compagno Career Boy, con Ribot al seguito fino a 1000 metri dal traguardo, quando il cavallo di Camici ruppe gli indugi e andò a vincere in scioltezza con almeno 6 lunghezze su Talgo (vincitore del Derby Irlandese), Tanerko (campione del Derby francese) e lo stesso Career Boy. Al rientro Ribot venne accolto da entusiastiche ovazioni del pubblico francese. Il giorno dopo il giornale Paris Turf esaltò la vittoria con il titolo:  

## Il ritiro
Entrato in razza nel 1957, Ribot funzionò come stallone in Italia, Inghilterra e Stati Uniti, dando vita a numerosi campioni tra i quali Molvedo e Prince Royal, vincitori a loro volta di molte corse prestigiose: Arc, Ragusa, Ribero, Ribocco, Arts and Letters, Graustark, Alice Frey ed Epidendrum. Arrivato in Kentucky via aereo, non fa più ritorno al vecchio continente. Ribot, avendo qualche problema caratteriale, amava arrampicarsi sulle pareti del box, questo fece sì che nessuna compagnia assicurativa, a quei tempi, fosse disposta a coprire il rischio del viaggio di ritorno in Europa. Muore il 28 aprile del 1972 all'età di 20 anni per una emorragia interna, i suoi discendenti vincono tuttora corse importanti sia negli Stati Uniti che in Europa.
Grazie a queste vittorie, Ribot è risultato per tre volte (anni 1963, 1967, 1968) in cima alla Lista degli stalloni in Inghilterra ed Irlanda i cui discendenti avevano vinto il maggior monte premi in quegli anni. Se fosse rimasto in Europa avrebbe certamente reso molto di più e influito nell'allevamento allo stesso modo di Nearco.